# 圣维森特省
聖維森特省（西班牙語：San Vicente）是薩爾瓦多十四個省之一，位於該國中部，東界全國最大的河倫帕河，南臨太平洋。面積1,184平方公里，人口230,205人（2006年）。首府聖維森特。
1824年建省。下分十三個自治市。